# لطف الله الأرضرومي
لطف الله الأرضرومي (ت. 1202 هـ / 1788 م) هو فقيه حنفي ، من أهل أرضروم.
هو لطف الله بن محمد الأرضرومي. توفي بحلب. من آثاره: «راموز التحرير والتفسير» ، نسخة منها بمكتبة مولويخانة بغلطة باستامبول ونسخة في مكتبة عارف حكمت انتهى من تأليفه سنة 1197 هـ.